# Maša Zecová Peškiričová
Maša Zecová Peškiričová (* 21. ledna 1987, Jesenice, Slovinsko) je slovinská profesionální tenistka, která na okruh ITF vstoupila v roce 2004. Ve své dosavadní kariéře nevyhrála na okruhu WTA Tour žádný turnaj. V rámci okruhu ITF získala do roku 2014 3 tituly ve dvouhře a 9 ve čtyřhře.
Na žebříčku WTA byla ve dvouhře nejvýše klasifikována v červnu 2009 na 93. místě, ve čtyřhře pak v říjnu 2009 na 130. místě. Trénuje ji Gaetano Marrone.
Ve fedcupovém týmu Slovinska debutovala v roce 2006 utkáním 1. skupiny zóny Evropy a Afriky proti Srbsku a Černé Hoře, v němž prohrála s Anou Ivanovićovou. Do 2015 v soutěži nastoupila k 20 mezistátním utkáním s bilancí 6–13 ve dvouhře a 2–9 ve čtyřhře.

## Postavení na žebříčku WTA na konci sezóny

### Dvouhra
| Rok    | 2004 | 2005   | 2006   | 2007   | 2008   | 2009   | 2010   | 2011   | 2012   | 2013   |
| Pořadí | 498  | ▲ 312. | ▼ 421. | ▲ 193. | ▲ 132. | ▲ 119. | ▼ 145. | ▼ 264. | ▲ 260. | ▼ 261. |

### Čtyřhra
| Rok    | 2004 | 2005   | 2006   | 2007   | 2008   | 2009   | 2010   | 2011   | 2012   | 2013   |
| Pořadí | 457. | ▲ 340. | ▼ 409. | ▼ 455. | ▲ 271. | ▲ 149. | ▼ 181. | ▼ 411. | ▲ 247. | ▲ 208. |